# Carex lausii
Carex lausii är en halvgräsart som beskrevs av Josef Podpěra. Carex lausii ingår i släktet starrar, och familjen halvgräs. Inga underarter finns listade i Catalogue of Life.